# Olesznia (obwód kurski)
Olesznia (ros. Олешня) – chutor w zachodniej Rosji, w sielsowiecie zaoleszeńskim rejonu sudżańskiego w obwodzie kurskim.

## Geografia
Miejscowość położona jest nad rzeką Olesznia (dopływ Sudży) przy granicy z Ukrainą, 9,5 km od centrum administracyjnego sielsowietu zaoleszeńskiego (Zaoleszenka), 9,5 km od centrum administracyjnego rejonu (Sudża), 97 km od Kurska.
W granicach miejscowości znajdują się ulice: Ługowaja, Mołodiożnaja, Nabierieżnaja, Sadowaja.

## Demografia
W 2010 r. miejscowość zamieszkiwały 104 osoby.